# Porticus Divorum
La Porticus Divorum era un'area sacra di Roma antica ubicata nel Campo Marzio, che comprendeva due piccoli templi: il tempio del divo Tito e un tempio presumibilmente dedicato al divo Vespasiano. 
L'intero complesso era chiamato Templum Divorum o, più comunemente, solo Divorum.

## Storia
La Porticus Divorum fu fatta edificare da Domiziano, come confermato da Eutropio:
(Eutropio, Breviarium Historiae Romanae, VII, 23)
Dopo il IV secolo, il portico non è più citato.
Il suo nome comunque si conservò come "Diburi" o "Diburo" (da Divorum) in parecchi documenti medioevali relativi al monastero di San Ciriaco in Camilliano.

## Descrizione
Il portico, che sorgeva lungo la Via Lata e si trovava tra i Saepta Iulia e le terme di Agrippa, è descritto in undici frammenti della Forma Urbis marmorea di età severiana.
Esso misurava 194 m x 77 metri. 
L'accesso al portico avveniva dal lato nord passando per un triplo arco.
Al suo interno sorgevano i due piccoli templi tetrastili prostili sopra citati: il tempio del divo Tito e il tempio presumibilmente dedicato al divo Vespasiano, posti l'uno di fronte all'altro.
Il portico contava oltre trenta colonne sul lato lungo e sedici sul lato corto.
Includeva anche un altare e un boschetto a fianco degli altari.
Si estendeva dall'attuale Piazza Grazioli alla via di San Marco (all'incirca in corrispondenza di Palazzo Venezia). 
Sul sito dove fu costruito il portico, in precedenza probabilmente sorgeva la Villa Pubblica.
Attualmente non vi sono resti visibili del portico.
| Planimetria del Campo Marzio centrale |
| --- |
| Terme di Nerone Stadio di Domiziano Pantheon Basilica di Nettuno Terme di Agrippa Stagnum ? Odeon di Domiziano Insulae d'epoca adrianea Magazzini ? Magazzini ? Magazzini ? Saepta Iulia Diribitorium Porticus Divorum Aqua Virgo Arco di Claudio Porticus Vipsania Caserma della I coorte dei Vigiles Iseum Tempio di Minerva Calcidica Ara di Marte Via Flaminia Via Flaminia Tempio di Adriano Tempio di Matidia Teatro di Pompeo Templi di Largo Argentina Portico di Minucio Colonna di Marco Aurelio T. di M.Aurelio e Faustina (?) Arco di M.Aurelio (?) Colonna di Antonino Pio Ustrino di Faustina maggiore Ustrino di Faustina minore Via Recta Portico e tempio del Bonus Eventus Portico di Pompeo Arcus Novus Portico di Meleagro Portico degli Argonauti Piazza della Rotonda Villa Publica |